# لوکاش وورلیکی
لوکاش وورلیکی (انگلیسی: Lukáš Vorlický؛ زادهٔ ۱۸ ژانویهٔ ۲۰۰۲) بازیکن فوتبال اهل جمهوری چک است.
وی همچنین در تیم‌های ملی فوتبال زیر ۱۵، ۱۶ و ۱۷ سال جمهوری چک بازی کرده‌است.